# Ангольсько-бразильські відносини
Ангольсько-бразильські відносини - двосторонні відносини між Анголою та Бразилією. Дипломатичні відносини встановлено у 1975.

## Історія
Між цими державами існують як торговельно-економічні, а й культурні та історичні відносини, оскільки обидві країни були частиною Португальської колоніальної імперії.
11 листопада 1975 Бразилія стала першою країною, яка визнала незалежність Анголи, а з листопада 2007 відносини між цими країнами стали стрімко розвиватися. Багато бразильських компаній відкрили в Анголі свої філії, будівельна фірма Construtora Norberto Odebrecht під час громадянської війни брала участь у будівництві ангольської ГЕС. Бразильські компанії Grupo Camargo Corrêa, Grupo Andrade Gutierrez та Queiroz Galvão підписали великі контракти на виконання робіт з відновлення інфраструктури в Анголі, яка була зруйнована за 27 років конфлікту. В Анголі існує нестача кваліфікованих працівників, компанії вдаються до допомоги бразильських фахівців для завершення проектів. В даний час налічується до 25 000 бразильських фахівців в Анголі. TAAG Linhas Aéreas de Angola є єдиною авіакомпанією, що виконує регулярні рейси між Анголою та Бразилією за маршрутом Луанда - Ріо-де-Жанейро та Луанда - Сан-Паулу.